# Lhotka (Křečovice)
Lhotka je malá vesnice, část obce Křečovice v okrese Benešov. Nachází se asi 2,5 km na sever od Křečovic. V roce 2009 zde bylo evidováno 12 adres.
Lhotka leží v katastrálním území Krchleby o výměře 3,24 km².

## Historie
První písemná zmínka o vesnici pochází z roku 1383.

## Galerie

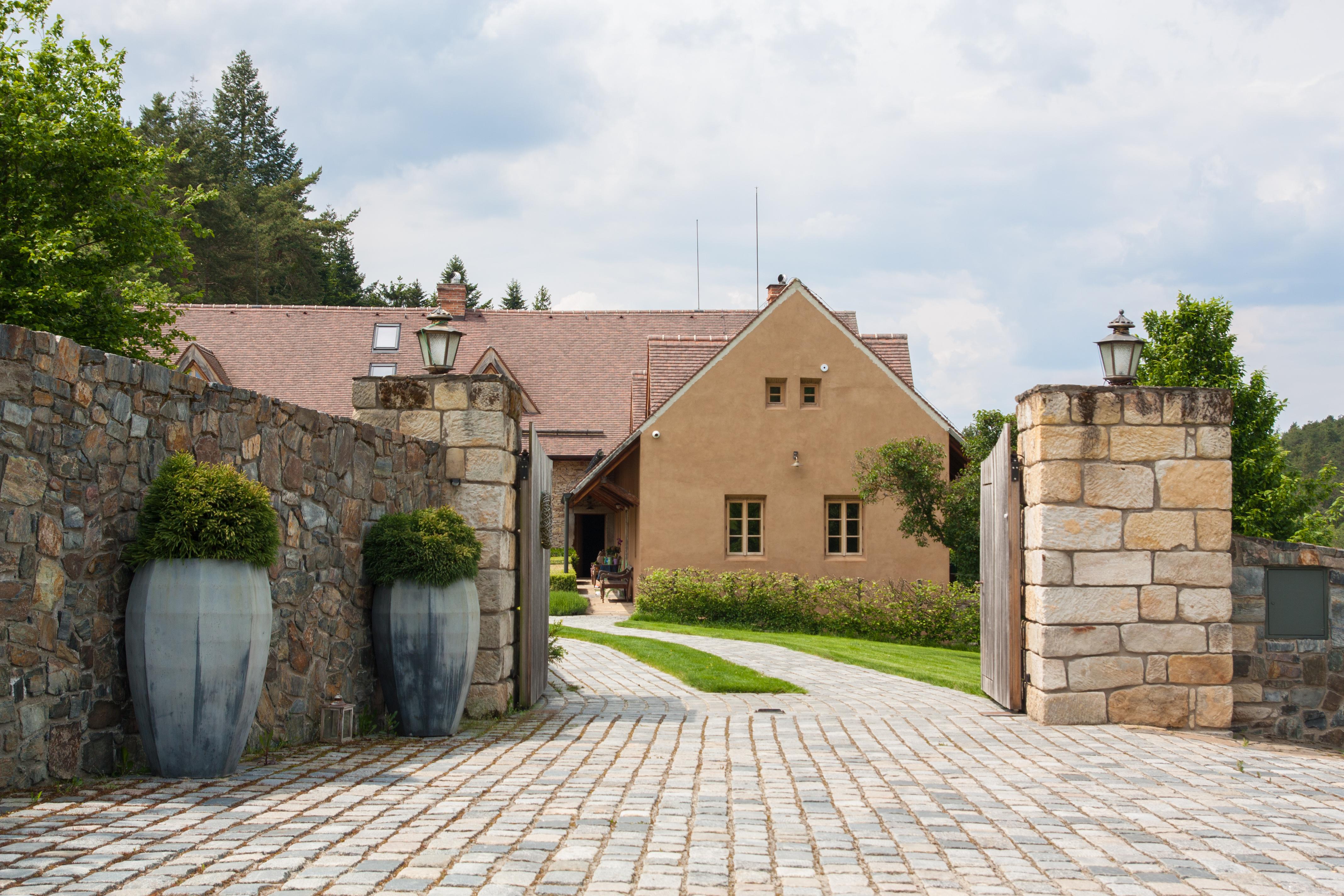
Brána usedlosti
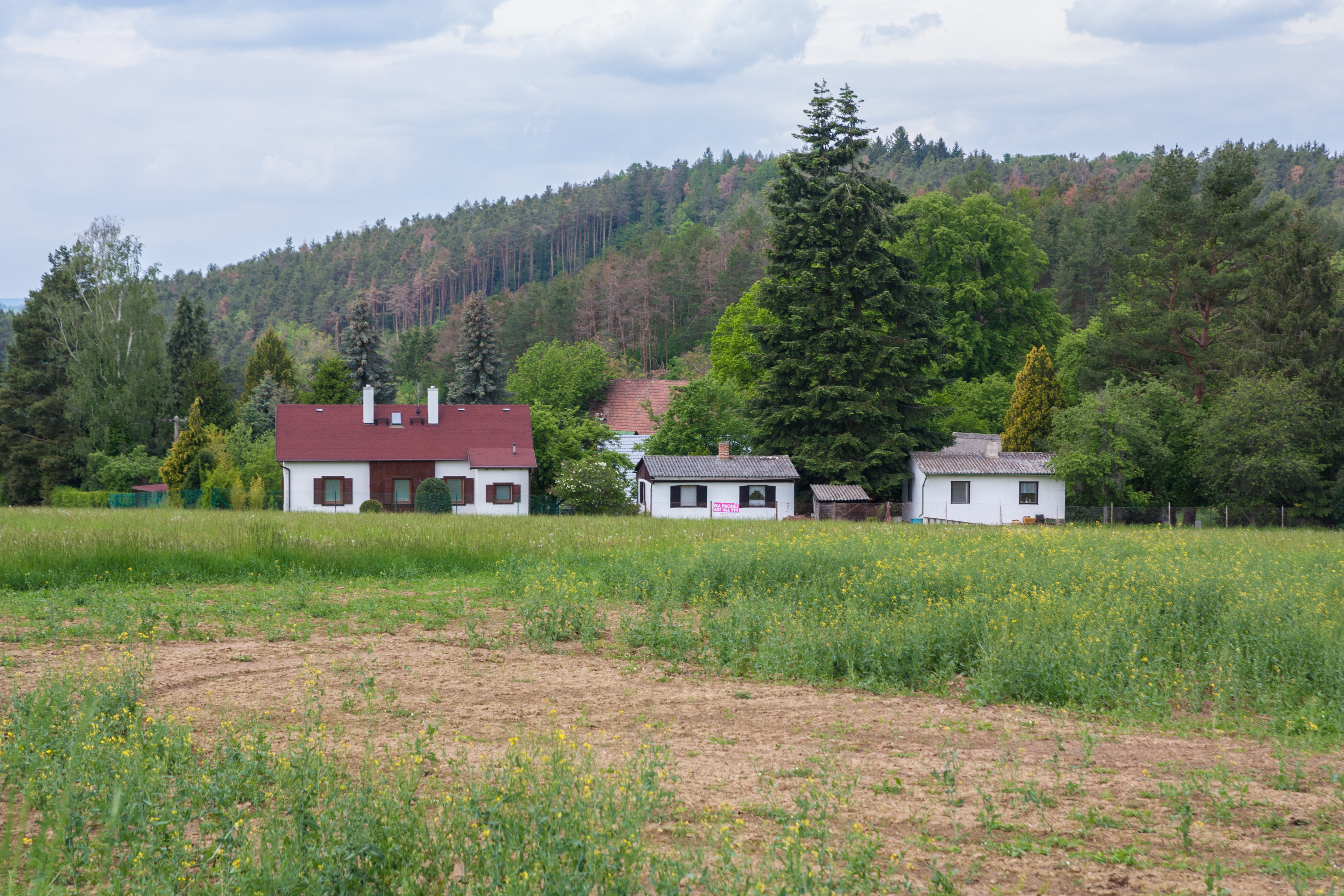
Chatky